# Architekturhaus Salzburg

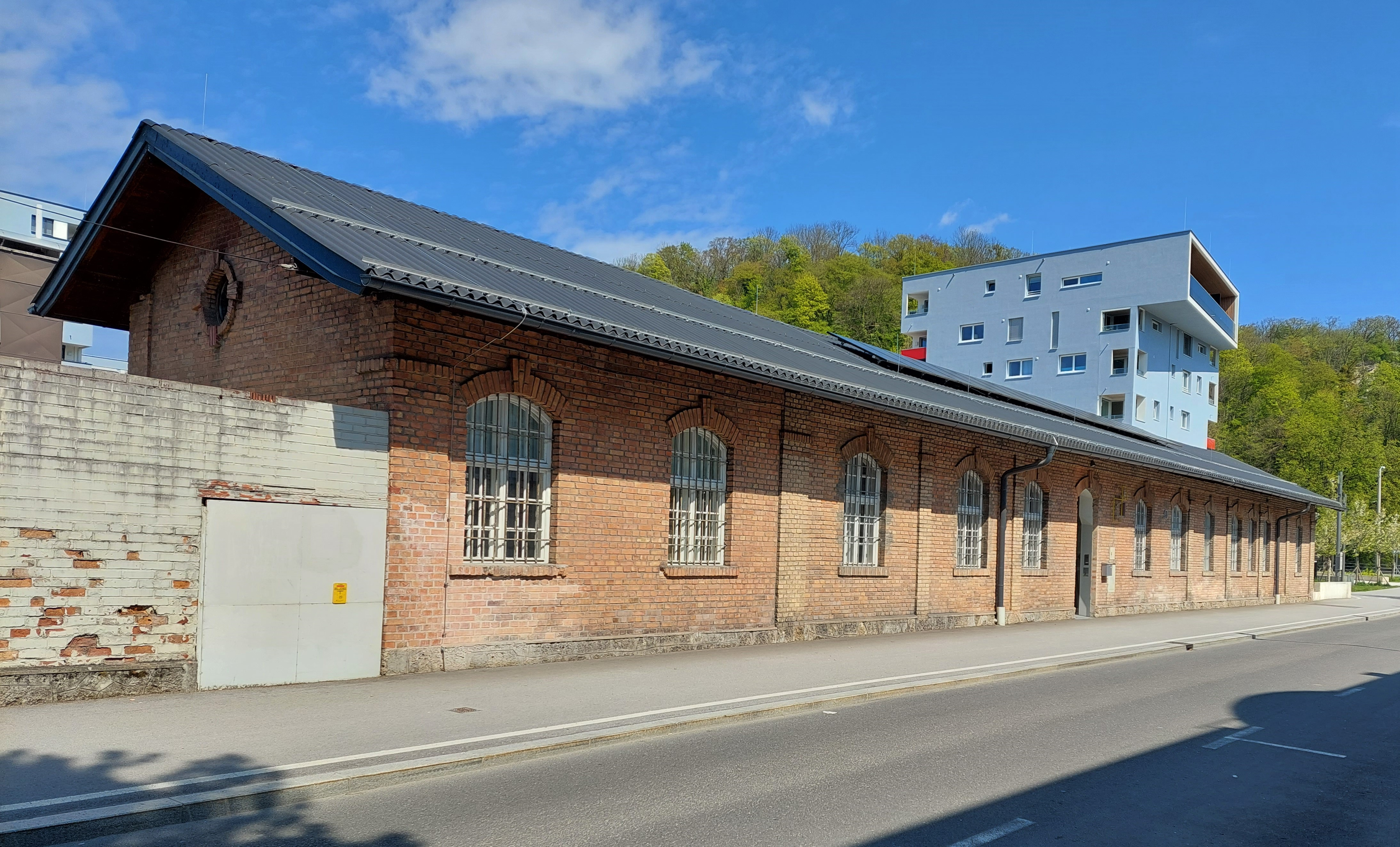
Architekturhaus Salzburg (2022)

Das Architekturhaus Salzburg ist eine in der Stadt Salzburg befindliche, 2018 eröffnete Einrichtung zur Förderung der Architektur als künstlerische Ausdrucksform im Kontext zu Gesellschaft und Umwelt. Untergebracht ist das von der Initiative Architektur vorangetriebene Projekt im einzig verbliebenen Gebäude eines früheren Kasernengeländes im Stadtteil Riedenburg.

## Geschichte und Gebäude

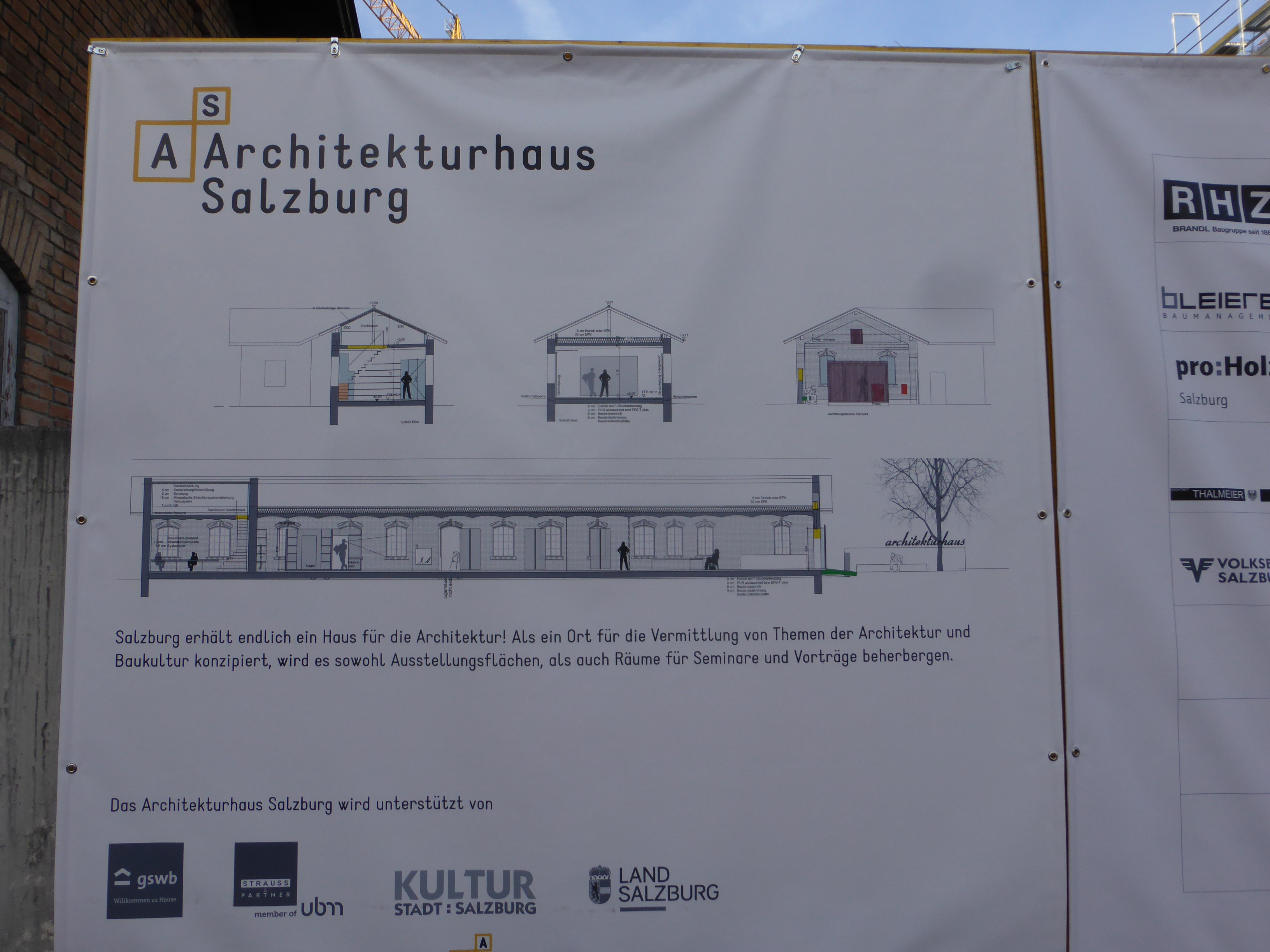
Plan des Architekturhauses (2018)

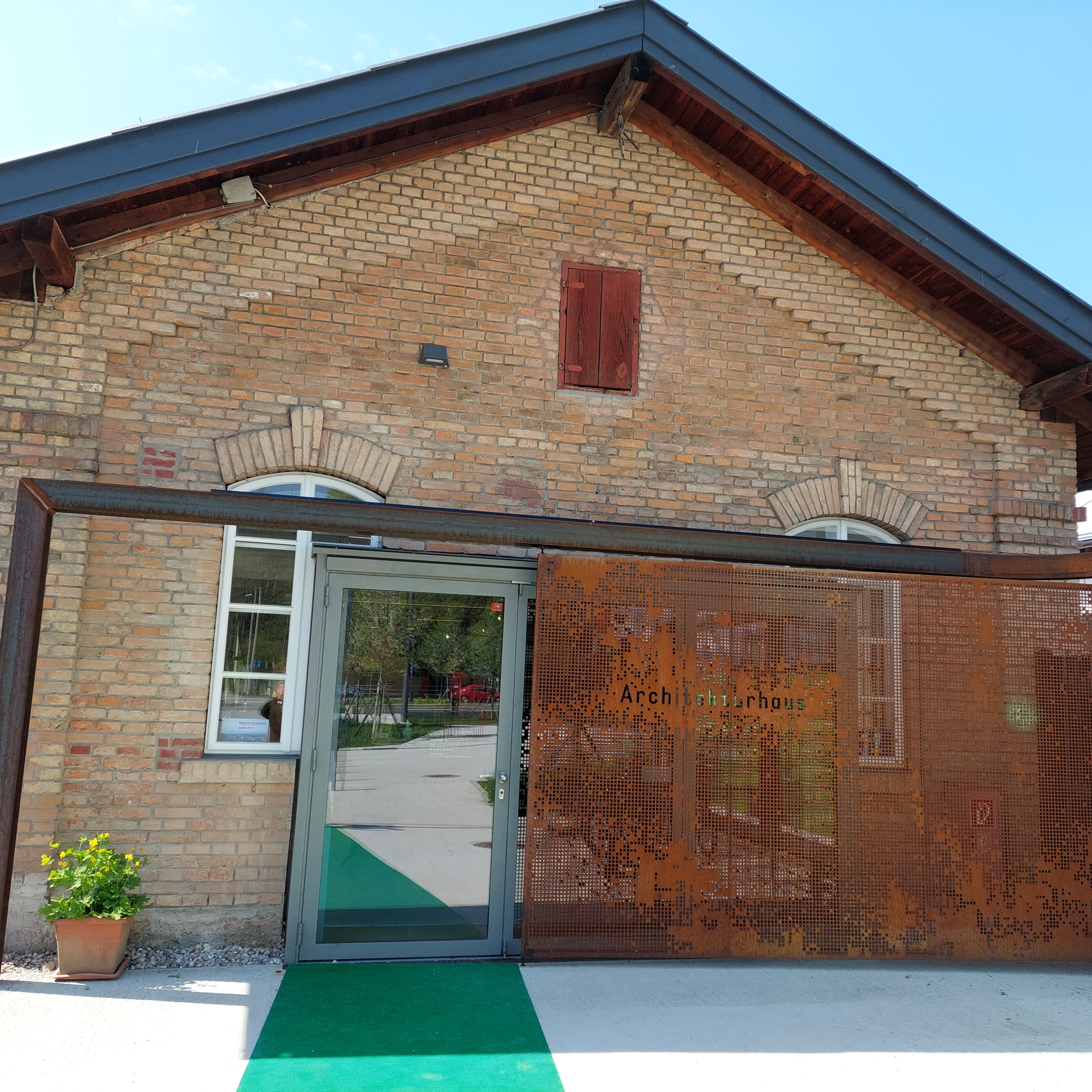
Eingang

Initiiert und baulich geplant wurde das Architekturhaus Salzburg von der schon seit den 2000er Jahren existierenden Initiative Architektur, die schon zuvor mit Ausstellungen und anderen Aktivitäten in Erscheinung trat. Finanziert wurde das Unternehmen durch Sponsorengelder sowie durch die öffentliche Hand (Stadt und Land Salzburg). Die Eröffnung des adaptierten Hauses fand am 22. September 2018 statt.
Das Gebäude ist ein eingeschoßiger Ziegelbau der ehemaligen Kaserne Riedenburg. Dieser etwa 1890 errichtete Backsteinbau ist der letzte erhaltene Teil des zu einem Wohnquartier umgebauten Kasernengeländes, und zwar das ehemalige Infirmarium (Pferdelazarett, Krankenstation für verletzte und erkrankte Tiere) des Militärs. Das Haus ist als Ausstellungsort für Themen der Architektur und der Baukultur konzipiert. Es dient auch als Ort für Seminare und Vorträge.

## Programm

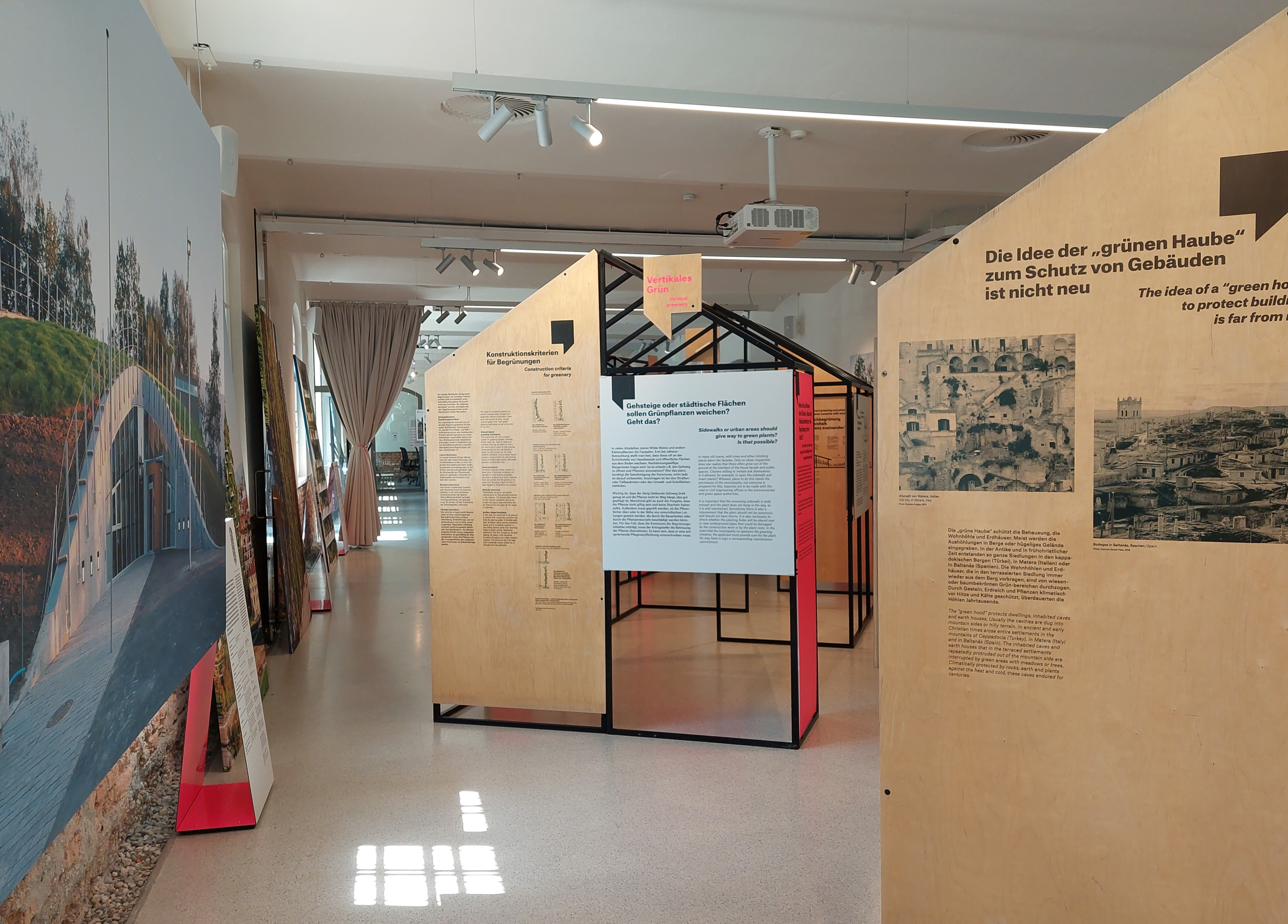
Innenansicht mit Ausstellung „Einfach grün“ (2022)

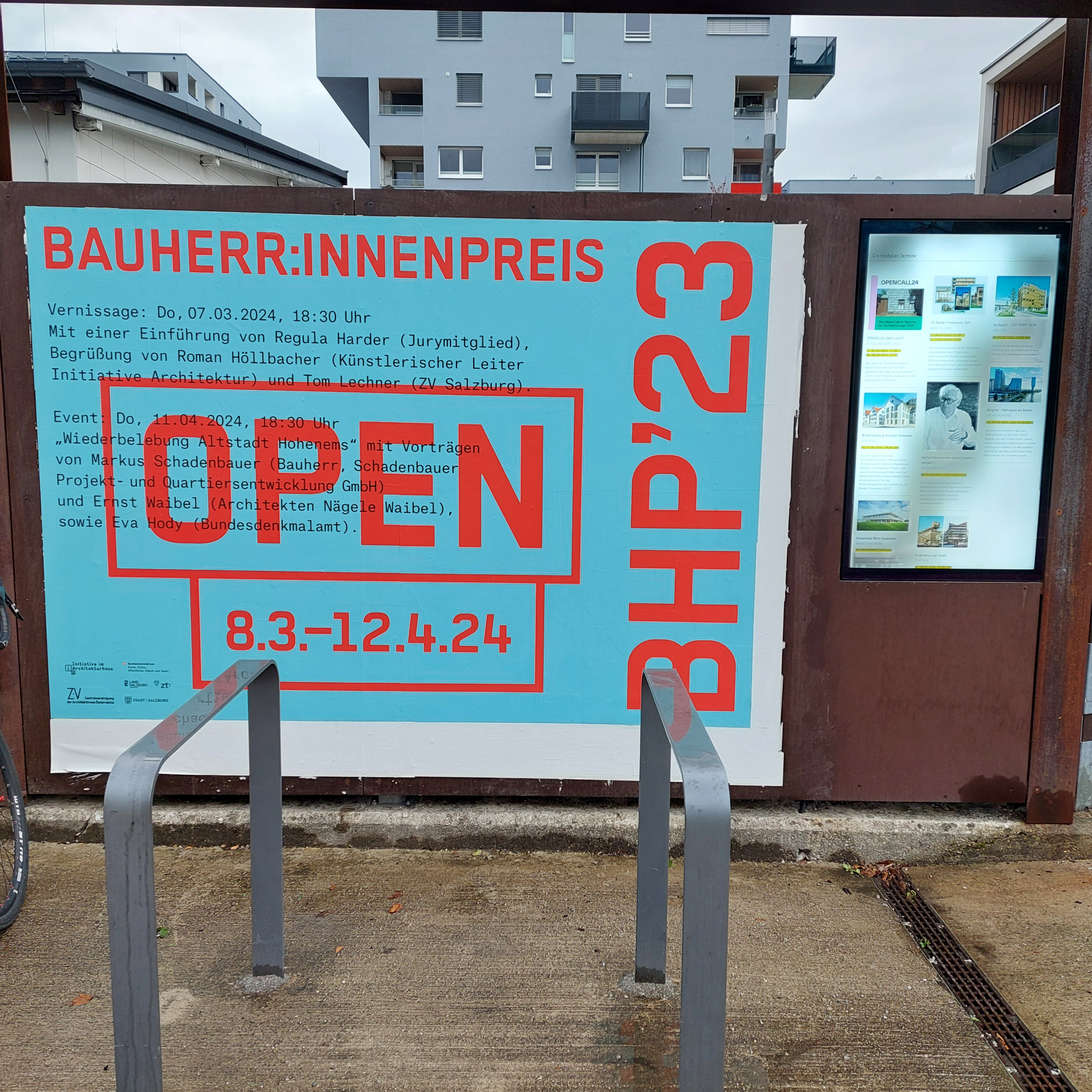
Bauherr:innenpreis 2023

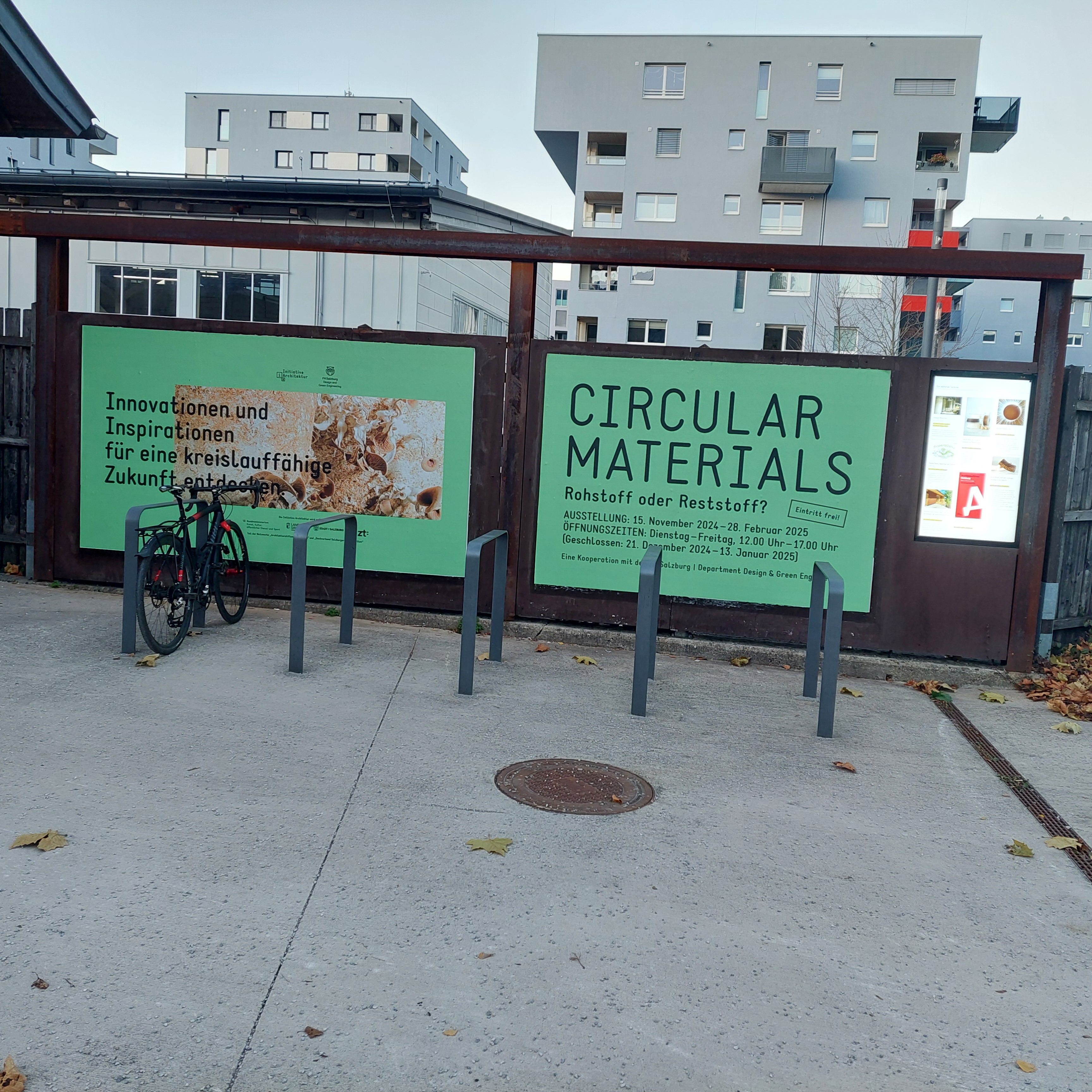
Circular Materials (2024)

Das Architekturhaus arbeitet eng mit der HTBLuVA Salzburg (Höhere Technische Bundeslehr- und Versuchsanstalt Salzburg) zusammen, ebenso mit der Zentralvereinigung der ArchitektInnen Österreichs, der NEXT-Generation (Plattform für junge Architekten, Designer, Stadtplanern, Innenarchitekten, Landschaftsplanern), des Weiteren mit der at+s architekturtechnik + schule (Verein zur Architektur- und Technikvermittlung in Salzburger Schulen) sowie mit dem Verein Spektrum (private Kinder- und Jugendhilfeeinrichtung).
In dem Haus wurden und werden verschiedene Ausstellungen angeboten, so etwa
- „Neue Architektur in Südtirol“ (2019)
- „100 Jahre Salzburger Festspiele – ‚Der Traum von einem Feentempel‘“ (2020)
- „Pandemic Waste  Der pandemische Abfall“ (2021) * „Die Praxis der Nachverdichtung“ (2021)
- „Holzbau Salzburg“ (2021).

2022 findet die Ausstellung „Einfach-grün – Greening the City“ statt, bei der die Möglichkeiten der Begrünung von Fassaden und Dächern dargestellt werden, ein Thema, das wegen der Überhitzung der Städte in den letzten Jahren bedeutsam geworden ist. Diese Ausstellung wurde von dem Deutschen Architekturmuseum Frankfurt übernommen. 
In dem Architekturhaus wird jährlich der Architekturpreis des Landes Salzburg vergeben und es werden die Architekturtage abgehalten. Auch finden regelmäßig Veranstaltungen der Internationalen Sommerakademie für bildende Kunst Salzburg statt.